# Dragomireşti (Neamţ)
Dragomireşti é uma comuna romena localizada no distrito de Neamţ, na região de Moldávia. A comuna possui uma área de 32.50 km² e sua população era de 2468 habitantes segundo o censo de 2007.